# 台中捷運藍線
台中捷運藍線（たいちゅうしょううんらんせん、ブルーライン）は台湾台中市で建設中の台中捷運（台中MRT、台中メトロ）の地下鉄路線。同市梧棲区、沙鹿区、西屯区、西区を貫く幹線道路「台湾大道（省道台12線）」の慢性的な交通渋滞を解消し、台中駅と海線と呼ばれる市沿岸部を軌道交通で直結するために計画された。かつてバス・ラピッド・トランジットで運行されていた台中BRT藍線（現在は台中市公車台湾大道幹線）の事実上の昇格、復活ともいえる。2017年に蔡英文政権の公共インフラ政策「前瞻基礎建設計画」で対象リストに含まれたことでフィジビリティスタディ（実現可能性調査、以下F/S）が加速し、2018年秋にF/Sが行政院で承認された。約2年にわたる総合計画の策定、承認を経て2020年代前半の着工が予定されている。2024年1月29日、総合計画が行政院で承認された。

## 概要
| 1998年の計画図 |  | 2018年7月以前の計画図 |
| 1998年の計画図 |  | 2018年7月以前の計画図 |

当初は台湾鉄路管理局（台鉄）海岸線沙鹿駅が起点だったが、同駅で接続する計画だった雙港軽軌を代替する形で再開発が進む台中港方面への延伸が盛り込まれ、全長26.2km（高架12.7km、地下13.5km）となった。高架駅が9駅（BA1～BA3、B2～B7）、地下駅が9駅（B1、B8～B15）の計18駅が設置され、車両基地は台中港付近に台中港機廠と東海大学付近に東海機廠の2ヶ所設置される。
路線は三井アウトレットパーク台中港南側から高架で台湾大道に沿って東に進み、中華路との交差点付近で地下区間となる。中華路（台1線）と青年路を経由して沙鹿駅に至り、再度高架区間となって鎮南路を経由して台湾大道に再合流し、福安路および安和路との交差点付近からの都心寄りでは地下となる。市政府が所在する文心路との交差点に設けられる台中市政府駅で緑線と接続。民権路と建国路 (台中市)、八徳街を経由して台中駅西側で台鉄と連絡、楽業路と進徳路に至り、三井不動産グループ進出が予定されている再開発計画地区の台糖生態公園付近が終点となる。
総事業費は約981.49億ニュー台湾ドル（土地収用費34.04億を含む）を見込んでおり、工事費用の負担割合はは市が494.66億（市政府一般会計122.71億と市債366.95億）、中央政府の補助が452.79億となっている。

## 沿革

### 第一期

#### 実現可能性調査
- 1990年、台湾省政府住宅及都市発展処（省住都処）が「台中都会区大衆捷運系統計画」を構想[13]。
- 1998年、省住都処が「台中都会区捷運路網細部計画」策定を完成。紅、緑、藍線の3路線で藍線は東海大学から太平に至る14駅の構想だった[13]。
- 1999年7月、虚省化により計画は台湾省政府から行政院交通部高速鉄路工程局（高鉄局、現在の交通部鉄道局）が引き継ぐ[14]。
- 2008年11月15日、交通部、台中市政府（中国語版）、台北市政府が捷運烏日文心北屯線の建設及び運営方針で協定を締結、藍線は高鉄局から台中市政府へと継承された[15]。
- 2009年10月27日，台北市政府捷運工程局が代行していた「台中都会区大衆捷運系統路網検討計画報告書」では中核路線が1998年版の3路線から紅、緑[注 1]、藍、橘線の4路線となり、中長期路線網として紫線、中核路線延伸線[注 2]5路線となった[15]。
- 2010年12月7日、台中市政府交通局（中国語版）が民間にF/S調査を委託、翌年末に完成する[15]。
- 2011年11月、市交通局のF/S調査と公聴会により、台中港から太平に至る22駅となる[16]。
- 2014年8月19日、市交通局は交通部へF/Sを提出[17]、交通部は9月の審査回答でBRT藍線と重複、競合関係になることを問題視した。捷運整備の都市計画での優先度を上げるよう要請した[18][19]。
- 2015年
  - 7月13日、新台中市長の林佳龍は引き続き中央政府の承認を得る方向性を示すも路線や経費負担の再検討を行うと表明[20]。
  - 12月24日、F/S二次報告書提出[21]；交通部は翌年3月28日に現地視察を行い、3月29日に初審会議を開いた[21]。
- 2016年
  - 6月1日、F/S三次報告書提出[17]。
  - 8月2日、F/S四次報告書提出[17]。台鉄沙鹿駅から台糖生態公園に至る15駅へと改定された[注 3][22]。
  - 12月21日、交通部が条件付きでF/S承認[23][24][25][26]。
- 2017年
  - 3月3日、交通局はF/S五次報告書を提出。
  - 3月23日，行政院が藍線を前瞻基礎建設計画のリスト入りさせることを表明[1]、翌月に『行政院院臺經字第1060009184號』で文書化された[27]。
  - 12月29日、交通局F/S六次報告書を提出。
- 2018年
  - 3月29日，交通部で沙鹿までのF/S正式承認[28][29]、国家発展委員会への審査に送られた[30][31]。
  - 5月22日、交通局は台中港への延伸を盛り込んだF/S七次報告書を提出[5][6]。
  - 7月13日、交通部がF/S承認[5][6]。
  - 8月22日、交通部が台中港延伸を含めた修正F/S案を行政院へ提出[5][6][32]。
  - 9月12日、国家発展委員会の審議で承認[10][11][2]。
  - 10月3日、行政院がF/Sを閣議決定（『行政院臺交字第1070114003號』[7]）。2020年起工、2030年完工を予定している[33]。

#### 総合計画
- 2019年
  - 2月23日、総合計画策定業務の入札公示[34]。
  - 3月6日、入札審査。
  - 3月15日、台湾世曦工程顧問公司が受注[35]。
  - 4月23日、世曦工程が市政府に総合計画報告を提出。
- 2021年
  - 1月、B4駅が復活し、市中心部で民権路経由が台湾大道経由に改められた[36][37]。
  - 3月4日、交通部に総合計画案を提出。総事業費の見積は2駅追加や台湾大道区間での用地買収費用などで329億元増の1,309億元となった[38]。
- 2022年
  - 6月16日、環境アセスメント初期審査通過[39]。
  - 9月7日、環境アセスメント本審査が通過[40]。
- 2024年
  - 1月29日 - 行政院で路線総合計画案を承認、事業化が正式決定[41]。

### 建設後
2025年6月26日、龍井区の車両基地（機電工程BM01工区）着工。

#### 今後の予定
- 2034年完工。

### 延伸計画
南投延伸（取消）
台糖生態公園を起点に大里区、霧峰区、草屯鎮および南投市を経て南投県政府庁舎付近に至る全長約30km、18駅の高架路線で、総事業費は750億ニュー台湾ドルを見込んでいる。かつてこの区間は戦前（大日本製糖）から1961年（台湾糖業公司）まで台湾糖業鉄道の中濁線が運行されていた。また、1990年代に霧峰まで計画されていた捷運橘線の代替案でもある。2018年1月10日、市交通局長の王義川が南投県への延伸を盛り込んだ藍線第二期延伸構想の具体化を表明したが、2020年には台中機場捷運（橘線）を延伸する案に切り替えられている。
太平延伸
2019年、新市長盧秀燕は南投ではなく太平区への延伸を推進すると表明した

## 駅一覧
この図は太平延伸を反映していない。
| 駅番号                                          | 駅番号 | 駅名                    | 駅名                    | 駅名                                                        | 方式 | 接続路線                                                                        | 所在地 | 所在地 | 所在地                                                          |
| 事業用                                          | 営業用 | 日本語                  | 繁体字 中国語           | 英語                                                        | 方式 | 接続路線                                                                        | 所在地 | 所在地 | 所在地                                                          |
| ----------------------------------------------- | ------ | ----------------------- | ----------------------- | ----------------------------------------------------------- | ---- | ------------------------------------------------------------------------------- | ------ | ------ | --------------------------------------------------------------- |
| 藍線 乗換駅を除き全ての駅名は英文も含めて仮称。 |        |                         |                         |                                                             |      |                                                                                 |        |        |                                                                 |
| B1                                              | 201    | 台中港駅                | 臺中港站                | Taichung Port                                               | 高架 |                                                                                 | 台中市 | 梧棲区 | 台湾大道十段上、三井アウトレットパーク 台中港南側               |
| B2                                              | 202    | 梧棲駅                  | 梧棲站                  | Wuqi                                                        | 高架 | 台湾大道幹線公車：梧棲国小                                                      | 台中市 | 梧棲区 | 台湾大道九段と文化路一、二段交差点付近 （梧棲国民小学南側）     |
| B3                                              | 203    | 大庄駅 (童綜合梧棲院区) | 大庄站 (童綜合梧棲院區) | Dazhuang (Tungs' Taichung MetroHarbor Hospital Wuqi Branch) | 高架 | 台湾大道幹線公車：東大庒                                                        | 台中市 | 梧棲区 | 台湾大道八段と文匯街交差点付近                                  |
| B4                                              | 204    | 沙鹿駅 (童綜合沙鹿院区) | 沙鹿站 (童綜合沙鹿院區) | Shalu (Tungs' Taichung MetroHarbor Hospital Shalu Branch)   | 高架 | 台湾鉄路管理局：海岸線                                                          | 台中市 | 沙鹿区 | 台湾大道七段と中山路                                            |
| B5                                              | 204a   | 竹林駅                  | 竹林站                  | Zhulin                                                      | 高架 | 台湾大道幹線公車：竹林国小                                                      | 台中市 | 沙鹿区 | 台湾大道七段と三民路交差点付近南側                              |
| B6                                              | 205    | 静宜大学駅              | 靜宜大學站              | Providence University                                       | 高架 | 台湾大道幹線公車：zh:靜宜大學站                                                 | 台中市 | 沙鹿区 | 台湾大道七段と英才路交差点付近 （静宜大学北側二輪駐車場西側）   |
| B7                                              | 206    | 弘光科大駅              | 弘光科大站              | Hungkuang University                                        | 高架 | 台湾大道幹線公車：zh:晉江寮站 台湾大道幹線公車：zh:弘光科技大學站               | 台中市 | 沙鹿区 | 台湾大道六段上、弘光科技大学校門口南側                          |
| B8                                              | 207    | 南勢坑駅                | 南勢坑站                | Nanshikeng                                                  | 高架 | 台湾大道幹線公車：zh:晉江寮站                                                   | 台中市 | 沙鹿区 | 台湾大道六段上、zh:正英路站付近                                 |
| B9                                              | 208    | 東海別墅駅              | 東海別墅站              | Tunghai Villa                                               | 地下 | 台湾大道幹線公車：zh:東海別墅站                                                 | 台中市 | 西屯区 | 台湾大道五段と国際街口付近                                      |
| B10                                             | 209    | 東海大学駅              | 東海大學站              | Tunghai University                                          | 地下 | 台湾大道幹線公車：zh:榮總/東海大學站                                            | 台中市 | 西屯区 | 台湾大道四段と東大路一段路交差点付近附近 （東海大学校門口西側） |
| B11                                             | 210    | 澄清医院駅              | 澄清醫院站              | Cheng Ching Hospital                                        | 地下 | 台湾大道幹線公車：zh:澄清醫院站                                                 | 台中市 | 西屯区 | 台湾大道四段と工業区一路交差点付近                              |
| B12                                             | 210a   | 福安駅 (中港転運站)     | 福安站 (中港轉運站)     | Fu'an (Zhonggang Transfer Station)                          | 地下 | 台湾大道幹線公車：zh:澄清醫院站                                                 | 台中市 | 西屯区 | 台湾大道四段と安和路交差点付近                                  |
| B13                                             | 211    | 朝馬駅                  | 朝馬站                  | Chaoma                                                      | 地下 | 台湾大道幹線公車：zh:秋紅谷站                                                   | 台中市 | 西屯区 | 台湾大道三段と河南路二、三段路交差点付近 （秋紅谷生態公園北側） |
| B14                                             | 212    | 市政府駅                | 市政府站                | Taichung City Hall                                          | 地下 | ■ 緑線(112) 台湾大道幹線公車：zh:市政府站 (臺中市公車站)                        | 台中市 | 西屯区 | 台湾大道二、三段と文心路二、三段路交差点付近                    |
| B15                                             | 213    | 忠明国小駅              | 忠明國小站              | Zhongming Elementary School                                 | 地下 | 台湾大道幹線公車：zh:忠明國小站                                                 | 台中市 | 西区   | 台湾大道二段と宙明路、忠明南路交差点付近                        |
| B16                                             | 214    | 科博館駅                | 科博館站                | National Museum of Natural Science                          | 地下 | 台湾大道幹線公車：zh:科博館站                                                   | 台中市 | 西区   | 台湾大道二段と英才路交差点付近                                  |
| B17                                             | 215    | 茄苳脚駅                | 茄苳腳站                | Qiedongjiao                                                 | 地下 | 台湾大道幹線公車：zh:茄苳腳站                                                   | 台中市 | 西区   | 台湾大道二段と五権路交差点付近                                  |
| B18                                             | 216    | 第二市場駅              | 第二市場站              | Taichung Second Public Retail Market                        | 地下 | 台湾大道幹線公車：第二市場(臺灣大道)站                                          | 台中市 | 西区   | 台湾大道一段と三民路二段交差点付近                              |
| B19                                             | 217    | 台中車站駅              | 臺中車站                | Taichung Main Station                                       | 地下 | 台湾鉄路管理局：台中線 （ 台湾大道幹線公車：台中火車站 ■ 台中機場捷運（計画中） | 台中市 | 中区   | 建国路 (台中市)と台湾大道一段交差点付近                         |
| B20                                             | 218    | 台糖生態公園駅          | 台糖生態公園站          | Taisugar Ecological Park                                    | 地下 |                                                                                 | 台中市 | 東区   | 進徳路と楽業二路交差点付近                                      |

### 註釈
1. ↑  緑線彰化延伸を包括。
2. ↑  緑線の大坑および彰濱工業区延伸、藍線の台中港延伸、橘線の台中国際空港および南投県政府延伸を包括。
3. ↑  沙鹿駅は地下駅で鎮南路経由で台湾大道に至る経路変更を盛り込んでいる
4. ↑  開業後も附帯事業開発案などで用いられる
5. ↑  緑線は1xxに再編されて開業を迎えている
6. ↑  台中駅1階の転運中心内。